# Königin Elisabeth von England
Königin Elisabeth von England ist ein französischer Ausstattungs- und Monumentalstummfilm, der das Leben von Elisabeth I., Königin von England zeigt. Elisabeth I. ist auch bekannt unter den Namen The Virgin Queen, The Maiden Queen („Die jungfräuliche Königin“)  
Der Film stammt aus dem Jahre 1912 mit Sarah Bernhardt in der Titelrolle. Das international enorm erfolgreiche Historiendrama gilt als die erste Großproduktion in der Kinogeschichte Frankreichs und „schildert die unglückliche Liebe der britischen Queen zu dem Grafen von Essex.“

## Handlung
Geschildert werden einige Szenen – vor allem solche amouröser Natur – aus dem Leben der englischen Königin (1533–1603). 
Elisabeth befindet sich in einer delikaten Dreiecksbeziehung mit dem Earl of Essex und der Gräfin von Nottingham. Die Königin gibt dem Earl einen Ring mit dem königlichen Siegel und verspricht ihm, so er jemals in Not sein sollte, dass dieses Schmuckstück ihn retten werde, sollte es zurück in ihre Hände gelangen. Eines Tages ist es soweit und die Königin und Graf Essex haben sich derart überworfen, dass der Earl im Tower of London eingekerkert wird. 
Um sein Leben zu retten, entsendet Elisabeth I. die Gräfin von Nottingham, um vom Unglücklichen den Siegelring zurückzuverlangen. Nur durch diese Bitte einer Gunstgewährung, befindet die Queen, könne sie auch das Leben von Essex retten. Doch dieser hat auch seinen Stolz und will, da er sich im Recht fühlt, nicht durch diese Art Gnadenerweisung sein Leben geschont sehen und wirft daher den Ring einfach fort. Damit macht er es seiner einstigen Geliebten unmöglich, etwas anderes zu tun als sein Todesurteil zu unterzeichnen. Die Königin ist untröstlich, als sie erfährt, wie sich der Earl entschieden hat, muss nun aber ihren eigenen Gesetzen folgen.

## Produktionsnotizen
Königin Elisabeth von England feierte vermutlich seine Uraufführung am 12. Juli 1912 in New York City. Im darauf folgenden Monat lief der Monumentalfilm auch im heimatlichen Frankreich sowie im Mutterland der Titelheldin, Großbritannien an. In Österreich-Ungarn konnte man den Streifen am 3. Dezember 1912 erstmals sehen. Dort wurde La reine Elisabeth im Wiener Elite-Kino vor einem geladenen Publikum mit dem Titel Königin Elisabeth von England gezeigt. Eine deutsche Erstaufführung ist nicht auszumachen.
Der amerikanische Nickelodeon-Betreiber Adolph Zukor kaufte 1912 den Franzosen die Filmrechte für den US-amerikanischen Markt für eine (für damalige Verhältnisse) beträchtliche Dollarsumme ab. Dann brachte er den Film in reguläre Lichtspieltheater jenseits des Nickelodeonbetriebs heraus und verlangte pro Eintrittskarte die für damalige Verhältnisse stolze Summe von 25 Cent. Dennoch waren alle Plätze stets ausverkauft, nicht zuletzt deshalb, weil Zukor bei den Interessierten, die selbst im hintersten Winkel der USA den Namen Sarah Bernhardt schon einmal gehört hatte, den Eindruck hinterließ, dass in dieser neuen Einrichtung „Kino“ die weltberühmte französische Künstlerin persönlich auftreten würde. „Damit war die Jahrmarkt-Periode des amerikanischen Films zu Ende“. Mit seiner Lizenz für „La reine Elisabeth“ soll Zukor insgesamt 80.000 $ eingenommen haben, den Grundstock für seine Firmengründung Famous Players Film Company, dem Vorläufer der Paramount Pictures. 

## Kritiken und Rezeption
„Eine englische [sic!] Firma war es also, die Sarah Bernhardt veranlagte, als Königin Elisabeth in einem vom Pariser Dramatiker Moreau für sie geschriebenen Drama aufzutreten, und die vor kurzem erfolgte kinematographische Erstaufführung dieses Werkes, an dem sich neben der berühmten Tragödin die hervorragendsten Mitglieder ihrer Truppe beteiligten, war ein Ereignis in dem Londoner Gesellschaftsleben. Wobei nicht verschwiegen werden darf, dass es sich hier trotz allem um "Filmdramatik" handelte, d. h. um eine Reihe wirkungsvoller Bühnenbilder, die mit dem Bestreben, plastisch malerische Wirkungen zu erzielen, zu einem bunten Sensationsstück verbunden wurden.“

„Es ist zweifellos, die Kinokunst nähert sich immer mehr auch in ihren äußeren Erscheinungen der echten und wahren Bühnenkunst… Aber noch mehr, Erscheinungen, wie dieser Sensationsfilm eine ist, beweisen immer aufs neue, daß es nur dem Film, oder richtiger gesagt, der kinematographischen Darstellung möglich ist, unsterbliche Kunst wirklich unsterblich zu machen und den großen Massen zu allen Zeiten das zu vermitteln, was bis nun zu sehen und kennen zu lernen immer nur einem beschränkten Kreise Auserwählter möglich war. (…) Der Film bricht die Macht dieses unerbittlichen Naturgesetzes, er setzt dem Altwerden des Mimen ein kategorisches Halt entgegen; der Künstler, der einmal seine Kunst im Film gezeigt, bleibt immer der Nachwelt erhalten, wie er in der Rolle des Augenblicks gelebt. Aber die Vorführung des Sensationsschauspieles „Königin Elisabeth von England“ bewies uns auch neuerlich, daß wahre Darstellungskunst doch nicht immer des Wortes bedarf und daß ein tiefes schauspielerisches Können auch in der Geste voll zu wirken vermag.“

„Sarah Bernhardt als göttliche Sarah ist unvergleichlich, aber Sarah Bernhardt als die Königin Englands – Elisabeth – hat mit der historischen Königin etwa so viel Ähnlichkeit wie ein modernes Torpedoboot, das seine vierzig Seemeilen macht, mit einem der Dreidecker des Admirals Drake.“

„Sarah Bernhardts berühmtester Film vermittelt nur eine blasse Ahnung von ihrem wirklichen schauspielerischen Vermögen. Die Darstellungskunst der alternden Diva ist stark überzogen, und der nach dem Konzept der Film d‘Art realisierte Film machte keine Anstalten, Bühnentraditionen in den Film zu übersetzen. Sein großer Erfolg beruhte auf der Tatsache, daß er erstmals ein weltberühmtes Phänomen einem breiten Publikum vorstellte.“

„Szenen aus dem Leben der Königin. Abgrundtief langweilig heute, ist dieser Film doch in vielerlei Hinsicht bedeutend. Es ist unsere beste Aufnahme von Sarah Bernhardt. Er war extrem erfolgreich überall in der Welt. Er machte das Kino für alle Gesellschaftsklassen interessant, nicht nur für den Pöbel. Er begründete das Vermögen von Adolph Zukor, der ihn billig eingekauft hatte und daraufhin die Paramount Pictres gründen konnte.“